# Subuliniscus
Subuliniscus é um género de gastrópode  da família Subulinidae.
Este género contém as seguintes espécies:
- Subuliniscus arambourgi Germain
- Subuliniscus lucasi Pilsbry, 1919